# Šimuni
Šimuni (italsky Porto Simon) jsou malá vesnice a přímořské letovisko v Chorvatsku v Zadarské župě, spadající pod opčinu města Pag. Nachází se na ostrově Pag, asi 9 km severozápadně od města Pagu. V roce 2011 zde trvale žilo 165 obyvatel.
Sousedními vesnicemi jsou Kolan, Košljun a Mandre, sousedním městem Pag.